# Ján Hornyák
Ján Hornyák, též János Hornyák (* 9. dubna 1961), byl slovenský politik, po sametové revoluci československý poslanec Slovenské národní rady a Sněmovny národů za Maďarské křesťanskodemokratické hnutí.

## Biografie
Ve volbách roku 1990 kandidoval do Slovenské národní rady za koalici Maďarského křesťanskodemokratického hnutí a hnutí Együttélés. Mandát poslance SNR nabyl až dodatečně v listopadu 1991 jako náhradník. Ač zástupce převážně etnicky maďarské politické strany, uvádí se k roku 1991 jako slovenské národnosti. Bydlel v městě Kráľovský Chlmec a pracoval jako vedoucí zemědělské laboratoře v semenářském podniku Slovosivo v obci Somotor. Ve volbách roku 1992 zasedl do slovenské části Sněmovny národů za Maďarské křesťanskodemokratické hnutí, které opět kandidovalo společně s hnutím Együttélés. Ve Federálním shromáždění setrval do zániku Československa v prosinci 1992.